# Olidiana perbrevis
Olidiana perbrevis är en insektsart som beskrevs av Nielson 1991. Olidiana perbrevis ingår i släktet Olidiana och familjen dvärgstritar. Inga underarter finns listade i Catalogue of Life.